# Carl Reinhold Tersmeden (ryttmästare)
Carl Reinhold Tersmeden, född 9 februari 1789 i Larsbo, död 21 juli 1855 på Medinge, Näsby, var en svensk ryttmästare, regementskvartermästare, politiker och disponent. Tersmeden var känd som fosterlands- och reformvän genom sitt engagemang i rösträttsfrågan och reformationen av stadsförvaltningen.

## Bakgrund
Carl Reinhold Tersmeden föddes som fjärde och siste barnet till den förmögne brukspatronen Jakob Niklas Tersmeden och Hedvig Wegelin (1766–1842), som var dotter till Johan Wegelin. Tersmeden växte upp på bruksherrgården Hinseberg utanför Frövi, tillsammans med syskonen Jacob Johan, Maria Charlotta och Hedvig Elisabeth. Vidare var han systerson till Johan Henrik Wegelin.

## Karriär
Tersmeden blev kvartersmästare vid livregementets brigads husarkår, därefter kornett, löjtnant och ryttmästare 1812. Han tog sedermera avsked 1822. Därefter blev han disponent för Larsbo och Saxe bruk i Söderbärke socken. Han innehade även funktionen som suppleant för den högre Bergsskolan i Falun (1844–1847). Suppleant för fullmäktige i Järnkontoret.

## Politisk gärning
Tersmeden deltog som riksdagsman under riksdagarna 1840–1841, 1844–1845, och företrädde däri ridderskapet och adeln. 1849 var han ordförande för det första allmänna reformmötet, och kom därigenom att utmärka sig som en "politisk storhet med serdeles framstående utmärkta egenskaper såsom offentlig person". Genom sitt engagemang i reformvännernas sällskap verkade han för skapandet av en ny statsförvaltning där en rösträttsreform ingick, tillika avskaffandet av ståndsriksdagen.

## Familj
Tersmeden gifte sig 21 februari 1822 med sin kusin Gustava Charlotta Tersmeden, dotter till kaptenen Lars Gustaf Tersmeden och Hedvig Elisabeth Schön, med vilken han fick fyra barn, däribland militären Wilhelm Reinhold Tersmeden. Hans dotter Lotten Tersmeden, gifte sig med friherren Viktor von Düben.
Tersmeden var ägare till Medinge i Näsby socken som han uppförde på 1820-talet och Kägleholm i Ödeby socken, hans egendomar övertogs senare av hans svärson Viktor von Düben.